# 托马斯·塔瓦雷斯
托马斯·弗兰科·塔瓦雷斯（葡萄牙語：Tomás Franco Tavares，2001年3月7日—）是一名葡萄牙足球运动员，场上司职右后卫，現效力於俄超球隊莫斯科斯巴達。

## 俱乐部生涯

### 本菲卡
塔瓦雷斯在本菲卡青训开启了他的足球之路，他在2018年7月2日与俱乐部签订了他的第一份职业合同。 他在2019年8月23日本菲卡预备队2-1战胜奥利维伦斯体育的一场葡甲比赛中完成了职业队首秀。
2019年9月10日，塔瓦雷斯在本菲卡1-2不敌莱比锡红牛的欧冠比赛中首发出场，完成了一线队首秀以及欧冠首秀。9月28日，他在本菲卡1-0小胜维多利亚的比赛中的第12分钟替补登场，完成了葡超首秀。

#### 租借至阿拉维斯
2020年10月3日，西甲球队阿拉维斯官方宣布，塔瓦雷斯租借加盟球队。 他在阿拉维斯主场对巴塞罗那的比赛中的下半场换下了埃德加·门德斯，为球队首次登场。 2021年1月15日，阿拉维斯宣布将终止塔瓦雷斯的租借，他将返回本菲卡。

#### 租借至法鲁人
2021年1月18日，本菲卡官方宣布，塔瓦雷斯将租借加盟另一支葡超球队法鲁人体育，租期至2020-21赛季结束。

## 国家队生涯
塔瓦雷斯是一名葡萄牙青年国脚，他代表过葡萄牙的U17、U18、以及U19。

## 个人生活
塔瓦雷斯出生在葡萄牙佩尼谢，他也拥有佛得角血统。